# Carrhotus viridiaureus
Espèce
Synonymes
- Diagondas viridiaureus Simon, 1902

Carrhotus viridiaureus est une espèce d'araignées aranéomorphes de la famille des Salticidae.

## Distribution
Cette espèce est endémique du Brésil.

## Description
Les mâles mesurent de 6 à 6,5 mm et la femelle 6 mm.

## Systématique et taxinomie
Cette espèce a été décrite par Eugène Simon en 1902 sous le protonyme Diagondas viridiaureus. Elle a été déplacée vers le genre Carrhotus par Wayne P. Maddison en 2015.

## Publication originale
- Simon, 1902 : Études arachnologiques. 31e Mémoire. LI. Descriptions d'espèces nouvelles de la famille des Salticidae (suite). Annales de la Société Entomologique de France, vol. 71 p. 389-421 (texte intégral).